# Maggie Smith
Dame Margaret Natalie Smith, kendt som Maggie Smith, (født 28. december 1934 i Ilford, Essex, død 27. september 2024 i Chelsea, London) var en engelsk film-, teater- og TV-skuespillerinde. Smith havde en imponerende rolleliste, men er særligt kendt for rollen som Minerva McGonagall i Harry Potter-filmene og som enkegrevinden Violet Crawley i tv-serien Downton Abbey.
Smith blev seks gange nomineret til en Oscar og vandt den to gange - første gang i 1969 for bedste skuespiller i Miss Brodies bedste år og anden gang i 1978 for bedste birolle i California Suite. I 1970 blev hun tildelt CBE og i 1990 forfremmet til DBE, og bar derfor titlen dame. Desuden i 2014 blev Smith optaget i Order of the Companions of Honour.

## Opvækst
Smith blev født i Ilford, Essex, England. Som 16 årig droppede hun ud af skolen for at forfølge sin drøm om at blive skuespiller. Dette faldt ikke i god jord hos forældrene, der begge havde gode uddannelser. Som 17 årig fik hun sin første professionelle debut.

## Helbred
Smith blev født med Graves’ sygdom, som er en stofskiftesygdom. Sygdommen kan påvirke blandt andet øjne og hjerte. Smith fik først konstateret sygdommen i 1990.
Smith havde en overgang også brystkræft, hvilket hun blev kemobehandlet for.

## Filmografi

### Film
| År   | Film                                    | Original titel                               | Rolle                                  |
| ---- | --------------------------------------- | -------------------------------------------- | -------------------------------------- |
| 1965 | Othello                                 |                                              | Desdemona                              |
| 1969 | Miss Brodies bedste år                  | The Prime of Miss Jean Brodie                | Jean Brodie                            |
| 1972 | Travels With My Aunt                    |                                              | Aunt Augusta                           |
| 1976 | Murder by Death                         |                                              | Dora Charleston                        |
| 1978 | Døden på Nilen                          | Death on the Nile                            | Miss Bowers                            |
| 1978 | California Suite                        |                                              | Diana Barrie                           |
| 1981 | Quartet                                 |                                              | Lois Heidler                           |
| 1981 | Titanernes kamp                         | Clash of the Titans                          | Thetis                                 |
| 1982 | Evil Under the Sun                      |                                              | Daphne Castle                          |
| 1982 | For Guds skyld!                         | The Missionary                               | Lady Isabel Ames                       |
| 1984 | Gris på gaflen                          | A Private Function                           | Joyce Chilvers                         |
| 1985 | Værelse med udsigt                      | A Room with a View                           | Charlotte Bartlett                     |
| 1987 | The Lonely Passion of Judith Hearne     |                                              | Judith Hearne                          |
| 1991 | Hook                                    | Samme                                        | Wendy Darling som gammel               |
| 1992 | Halløj i klosteret                      | Sister Act                                   | Mother Superior                        |
| 1993 | The Secret Garden                       |                                              | Mrs. Medlock                           |
| 1993 | Halløj i klosteret 2                    | Sister Act 2: Back in the Habit              | Mother Superior                        |
| 1995 | Richard III                             |                                              | Duchess of York                        |
| 1996 | The First Wives Club                    |                                              | Gunilla Garson Goldberg                |
| 1999 | The Last September                      |                                              | Lady Myra Naylor                       |
| 1999 | Te med Mussolini                        | Tea With Mussolini                           | Lady Hester Random                     |
| 2001 | Gosford Park                            |                                              | Constance, Countess of Trentham        |
| 2001 | Harry Potter og De Vises Sten           | Harry Potter and the Philosopher's Stone     | Minerva McGonagall                     |
| 2002 | Harry Potter og Hemmelighedernes Kammer | Harry Potter and the Chamber of Secrets      | Minerva McGonagall                     |
| 2003 | My House in Umbria                      |                                              | Emily Delahunty                        |
| 2004 | Harry Potter og Fangen fra Azkaban      | Harry Potter and the Prisoner of Azkaban     | Minerva McGonagall                     |
| 2004 | Ladies in Lavender                      |                                              | Janet Widdington                       |
| 2005 | Harry Potter og Flammernes Pokal        | Harry Potter and the Goblet of Fire          | Minerva McGonagall                     |
| 2005 | Svigermor(d)                            | Keeping Mum                                  | Rosemary "Rosie" Jones (Grace Hawkins) |
| 2007 | Becoming Jane                           | Samme                                        | Lady Gresham                           |
| 2007 | Harry Potter og Fønixordenen            | Harry Potter and the Order of the Phoenix    | Minerva McGonagall                     |
| 2009 | Harry Potter og Halvblodsprinsen        | Harry Potter and the Half-Blood Prince       | Minerva McGonagall                     |
| 2010 | Harry Potter og Dødsregalierne - del 1  | Harry Potter and the Deathly Hallows: Part 1 | Minerva McGonagall                     |
| 2011 | Harry Potter og Dødsregalierne - del 2  | Harry Potter and the Deathly Hallows: Part 2 | Minerva McGonagall                     |
| 2012 | The Best Exotic Marigold Hotel          | Samme                                        | Muriel Donnelly                        |
| 2014 | Min lejlighed i Paris                   | My Old Lady                                  | Mathilde Girard                        |
| 2015 | The Second Best Exotic Marigold Hotel   |                                              | Muriel Donnelly                        |
| 2015 | The Lady in the Van                     |                                              | Miss Shepherd                          |
| 2019 | Downton Abbey                           |                                              | Violet Crawley                         |
| 2021 | A Boy Called Christmas                  | Aunt Ruth                                    |                                        |
| 2022 | Downton Abbey: A New Era                | Violet Crawley, Dowager Countess of Grantham |                                        |
| 2023 | The Miracle Club                        | Lily Fox                                     |                                        |
| TBA  | A German Life                           | Brunhilde Pomsel                             | Pre-production                         |

### Tv-serier
| År      | Titel                                    | Rolle                                        | Noter                                              |
| ------- | ---------------------------------------- | -------------------------------------------- | -------------------------------------------------- |
| 1955    | BBC Sunday-Night Theatre                 | Performer                                    | Episode: "The Makepeace Story #3: Family Business" |
| 1956    | Theatre Royal                            | Paula Benson                                 | Episode: "Death Under the City"                    |
| 1956    | The Adventures of Aggie                  | Fiona Frobisher-Smith                        | Episode: "Cobalt Blue"                             |
| 1957    | Sing for Your Supper                     | Ann Carter                                   | Television Movie                                   |
| 1957    | Kraft Television Theatre                 | Performer                                    | Episode: "Night of the Plague"                     |
| 1957    | ITV Play of the Week                     | Various roles                                | 6 episoder: 1957–1960                              |
| 1957    | On Stage – London                        | Performer                                    | Episode: "Episode #1.3"                            |
| 1958    | Armchair Theatre                         | Julie, The Girl, Anna Carnot                 | 3 episoder: 1958–1960                              |
| 1959    | ITV Television Playhouse                 | Doto, Elaine                                 | 2 episoder                                         |
| 1966    | ITV Play of the Week                     | Victoria                                     | Episode: "Home and Beauty"                         |
| 1967    | Much Ado About Nothing                   | Beatrice                                     | Television Movie                                   |
| 1968    | Play of the Month                        | Ann Whitefield                               | Episode: Man and Superman, BBC                     |
| 1968    | ITV Playhouse                            | Mrs. Wislack                                 | Episode: "On Approval"                             |
| 1972    | The Merchant of Venice                   | Portia                                       | Episode: Play of the Month, BBC                    |
| 1972    | The Millionairess                        | Epifania                                     | Episode: Play of the Month, BBC                    |
| 1974–75 | The Carol Burnett Show                   | Forskellige roller                           | Amerikansk tv-debut; 3 episoder                    |
| 1983    | All for Love                             | Mrs Silly                                    | Episode: "Mrs Silly"                               |
| 1988    | Talking Heads                            | Susan                                        | Episode: "A Bed Among the Lentils"                 |
| 1992    | Screen Two                               | Mrs. Mabel Pettigrew                         | Episode: "Memento Mori"                            |
| 1993    | Great Performances                       | Violet Venable                               | Episode: "Suddenly, Last Summer"                   |
| 1999    | All the King's Men                       | Queen Alexandra                              | Television Movie, BBC                              |
| 1999    | David Copperfield                        | Betsey Trotwood                              | Miniserie - 2 episoder                             |
| 2003    | My House in Umbria                       | Emily Delahunty                              | Tv-film, HBO                                       |
| 2007    | Capturing Mary                           | Mary Gilbert                                 | Tv-film, HBO                                       |
| 2010–15 | Downton Abbey                            | Violet Crawley, Dowager Countess of Grantham | Tv-serie - 52 episoder                             |
| 2014    | National Theatre Live: 50 Years On Stage | Mrs. Sullen                                  | Television special, PBS                            |